# Kriebstein (Kriebstein)
Kriebstein ist ein Ortsteil der gleichnamigen Gemeinde Kriebstein im Landkreis Mittelsachsen (Freistaat Sachsen). Der als Gutssiedlung zur Burg Kriebstein gehörige Ort lag bis zur Eingemeindung nach Höfchen im Jahr 1922/23 in der Flur der Gemeinde Beerwalde. Als Teil der Gemeinde Höfchen wurde der Ortsteil Kriebstein am 1. Januar 1994 mit den bisherigen Gemeinden Ehrenberg und Kriebethal zur Gemeinde Kriebstein zusammengeschlossen.

## Geografie
Der Ortsteil Kriebstein der gleichnamigen Gemeinde liegt nördlich des Unterlaufs der Talsperre Kriebstein, in der die Zschopau gestaut wird. Der Ortsteil Kriebstein besteht aus der westlichen Siedlung Kriebstein auf einer Anhöhe westlich der Zschopau und der namensgebenden Burg Kriebstein im Osten des Ortsteils. Weiterhin gehört das Areal in der Nähe der Staumauer der Talsperre Kriebstein zum Ort. Dieses besteht u. a. aus einem Campingplatz, der Seebühne und den Seeterrassen.

### Nachbarorte
| Reinsdorf | Heiligenborn mit Neuschönberg, Oberrauschenthal und Unterrauschenthal | Kriebethal |
| Beerwalde | Kompassrose, die auf Nachbargemeinden zeigt                           | Ehrenberg  |
| Tanneberg | Höfchen, Falkenhain                                                   | Erlebach   |

## Geschichte

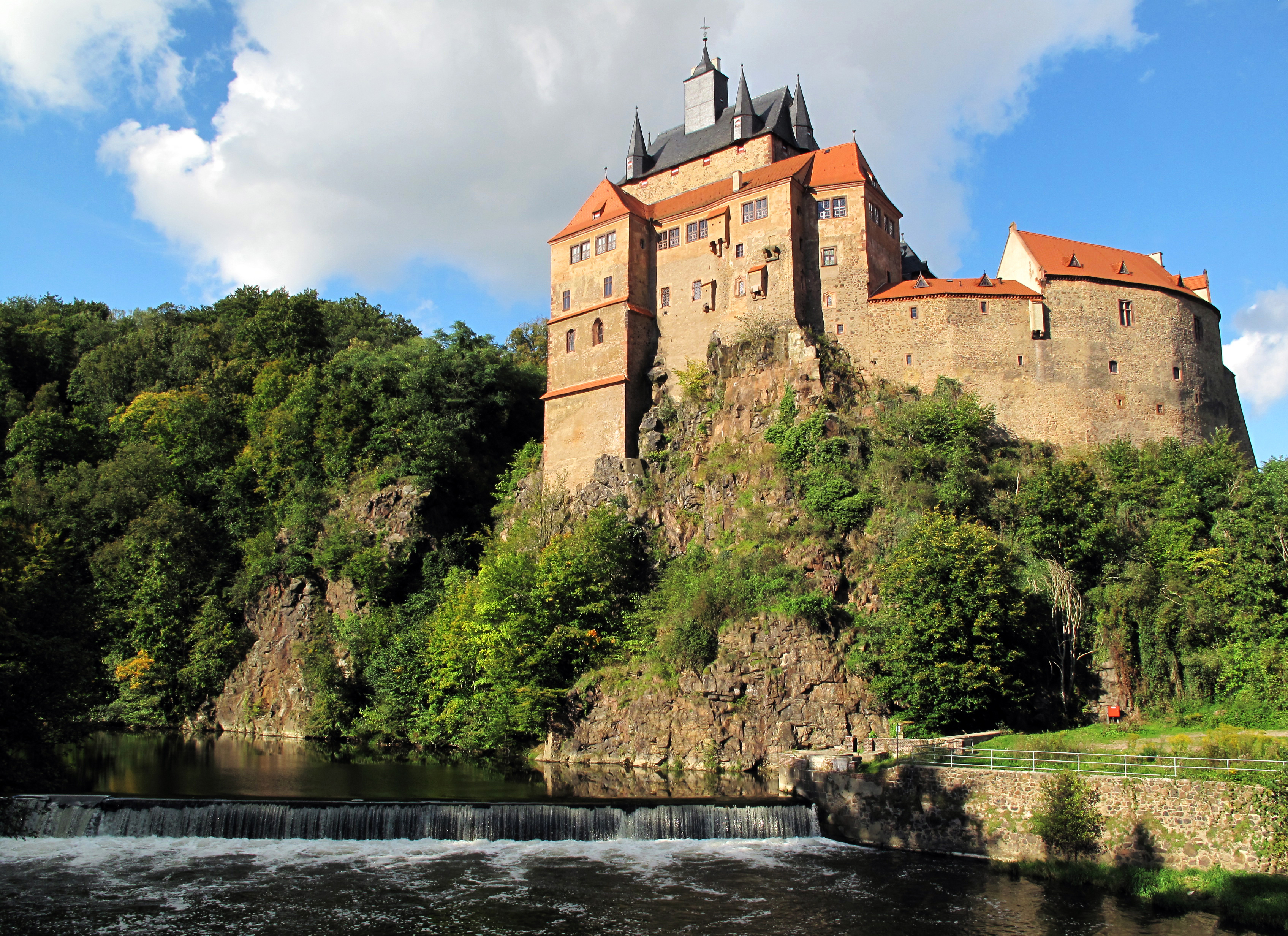
Burg Kriebstein

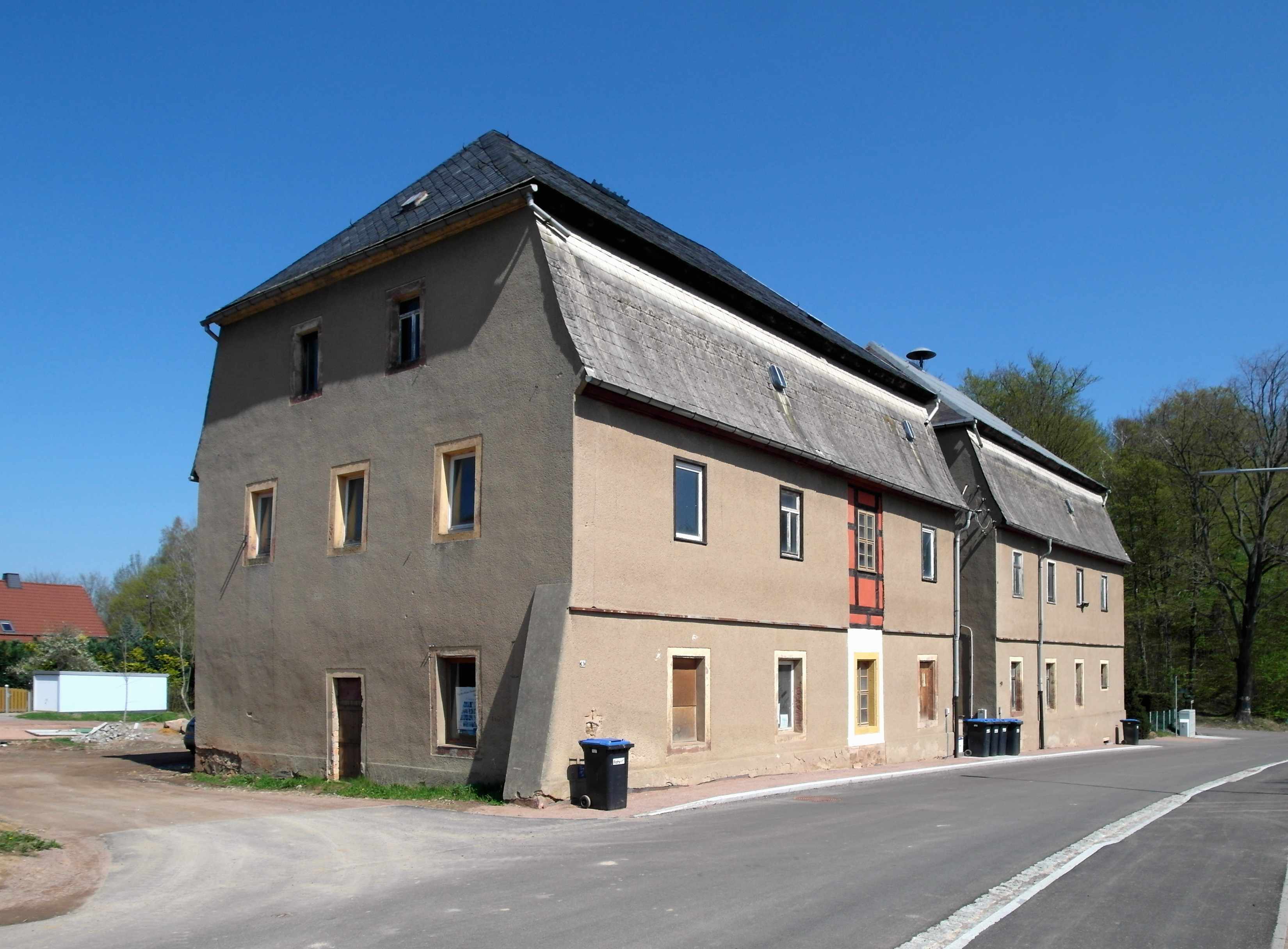
Herrenhaus des Ritterguts Kriebstein

Die Gutssiedlung Kriebstein entstand mit dem Bau der 1384 erstmals der erwähnten Burg Kriebstein im 14. Jahrhundert. Diese wiederum entstand durch Verlagerung des Wohnsitzes der Herren von Beerwalde von der zerstörten Wasserburg Beerwalde zum neu gewählten Standort am Hang über der Zschopau. Kriebstein wurde im Jahr 1445 als Rittersitz mit Gutssiedlung und Gutsblockflur angegeben. Er lag bis 1922/23 in der Gemarkung von Beerwalde. Bezüglich der Grundherrschaft gehörte die Gutssiedlung Kriebstein zur Burg Kriebstein. Im Jahr 1588 wurden die Besitzungen der ehemaligen Herrschaft Kriebstein, zu der auch die Gutssiedlung Kriebstein gehörte, ins Amt Rochlitz integriert. Somit gehörten Ort und Burg Kriebstein bis 1856 zum kursächsischen bzw. königlich-sächsischen Amt Rochlitz. Während in Kriebstein im Jahr 1799 lediglich vier Häusler wohnten, betrug die Einwohnerzahl im Jahr 1834 bereits 94 Personen.
Bei den im 19. Jahrhundert im Königreich Sachsen durchgeführten Verwaltungsreformen wurden die Ämter aufgelöst. Dadurch kam Kriebstein im Jahr 1856 unter die Verwaltung des Gerichtsamts Waldheim und 1875 an die neu gegründete Amtshauptmannschaft Döbeln. Kirchlich ist der Ort nach Beerwalde gepfarrt. Im Jahr 1890 lebten 145 Personen in Kriebstein.
Im Jahr 1922/23 wurde die bis dahin selbstständige Gutssiedlung Kriebstein mit der Burg Kriebstein, welche bis dahin in der Flur von Beerwalde lagen, nach Höfchen eingemeindet. Zwischen 1927 und 1929 wurde südlich von Kriebstein die Zschopau zur Talsperre Kriebstein aufgestaut. Bis in die Gegenwart entstanden am Ufer der Talsperre zahlreiche Möglichkeiten der Übernachtung und Freizeitgestaltung, z. B. eine Bungalowsiedlung, die Seebühne, ein Kletterwald und die Fahrgastschifffahrt auf der Talsperre.
Nach dem Zweiten Weltkrieg erfolgte im September 1945 im Zuge der Bodenreform die Enteignung der Familie von Arnim auf Burg Kriebstein. Durch die zweite Kreisreform in der DDR kam die Gemeinde Höfchen mit Kriebstein im Jahr 1952 zum Kreis Hainichen im Bezirk Chemnitz (1953 in Bezirk Karl-Marx-Stadt umbenannt), der ab 1990 als sächsischer Landkreis Hainichen fortgeführt wurde und 1994 im Landkreis Mittweida bzw. 2008 im Landkreis Mittelsachsen aufging.
Am 1. Januar 1994 kam der Ortsteil Kriebstein durch Zusammenschluss der Gemeinden Höfchen, Ehrenberg und Kriebethal zur Gemeinde Kriebstein.

## Sehenswürdigkeiten und Freizeiteinrichtungen
- Burg Kriebstein[5]
- Talsperre Kriebstein[6] mit Staumauer, Fahrgastschifffahrt, Seebühne,[7] Seeterrassen und Campingplatz
- Kletterwald Kriebstein[8]